# Чемпіонат світу з лижних видів спорту 2023
43-ій Чемпіонат світу з лижних видів спорту проходив з  
21 лютого по 5 березня 2023 року в Планиці, Словенія.

## Медальний підсумок
*   Країна-господарка ( Словенія)
| Місце               | Країна              | Золото | Срібло | Бронза | Загалом |
| ------------------- | ------------------- | ------ | ------ | ------ | ------- |
| 1                   | Норвегія            | 12     | 10     | 5      | 27      |
| 2                   | Швеція              | 4      | 3      | 5      | 12      |
| 3                   | Німеччина           | 3      | 6      | 3      | 12      |
| 4                   | Словенія*           | 2      | 0      | 1      | 3       |
| 5                   | Польща              | 1      | 0      | 1      | 2       |
| 5                   | США                 | 1      | 0      | 1      | 2       |
| 7                   | Канада              | 1      | 0      | 0      | 1       |
| 8                   | Австрія             | 0      | 2      | 5      | 7       |
| 9                   | Японія              | 0      | 1      | 1      | 2       |
| 10                  | Італія              | 0      | 1      | 0      | 1       |
| 10                  | Фінляндія           | 0      | 1      | 0      | 1       |
| 12                  | Франція             | 0      | 0      | 2      | 2       |
| Загалом (12 збірні) | Загалом (12 збірні) | 24     | 24     | 24     | 72      |

### Лижні перегони

#### Чоловіки
| Дисципліна                      | Золото                                                                                 | Золото    | Срібло                                                                  | Срібло    | Бронза                                                         | Бронза    |
| ------------------------------- | -------------------------------------------------------------------------------------- | --------- | ----------------------------------------------------------------------- | --------- | -------------------------------------------------------------- | --------- |
| Спринт класичним стилем         | Йоганнес Гесфлот Клебо Норвегія                                                        | 2:56.07   | Поль Гольберг Норвегія                                                  | 2:58.29   | Жуль Шаппаз Франція                                            | 2:58.31   |
| Скіатлон 30 км                  | Сімен Геґстад Крюґер Норвегія                                                          | 1:09:40.3 | Йоганнес Гесфлот Клебо Норвегія                                         | 1:09:52.5 | Шур Рете Норвегія                                              | 1:09:54.4 |
| Командний спринт вільним стилем | Норвегія Поль Гольберг Йоганнес Гесфлот Клебо                                          | 17:28.14  | Італія Франческо Де Фабіані Федеріко Пеллегріно                         | 17:30.62  | Франція Рено Же Рішар Жув                                      | 17:44.62  |
| 15 км вільним стилем            | Сімен Геґстад Крюґер Норвегія                                                          | 32:17.4   | Гаральд Естберг Амундсен Норвегія                                       | 32:22.7   | Ганс Крістер Голунд Норвегія                                   | 32:42.0   |
| Естафета 4 × 10 км              | Норвегія Ганс Крістер Голунд Поль Гольберг Сімен Геґстад Крюґер Йоганнес Гесфлот Клебо | 1:32:54.7 | Фінляндія Рістоматті Хакола Ійво Нісканен Пертту Хівярінен Ніко Анттола | 1:33:41.6 | Німеччина Альберт Кухлер Янош Бруґґер Йонас Доблер Фрідріх Мох | 1:33:54.5 |
| 50 км класичним стилем          | Поль Гольберг Норвегія                                                                 | 2:01:30.2 | Йоганнес Гесфлот Клебо Норвегія                                         | 2:01:31.2 | Вільям Паромаа Швеція                                          | 2:01:31.4 |

#### Жінки
| Дисципліна                      | Золото                                                                                    | Золото    | Срібло                                                         | Срібло    | Бронза                                                        | Бронза    |
| ------------------------------- | ----------------------------------------------------------------------------------------- | --------- | -------------------------------------------------------------- | --------- | ------------------------------------------------------------- | --------- |
| Спринт класичним стилем         | Йонна Сундлінг Швеція                                                                     | 3:21.67   | Емма Рібом Швеція                                              | 3:22.54   | Мая Дальквіст Швеція                                          | 3:26.12   |
| Скіатлон, 15 км                 | Ебба Андерссон Швеція                                                                     | 38:11.8   | Фріда Карлссон Швеція                                          | 38:33.8   | Астрід Ейре Слінн Норвегія                                    | 38:59.8   |
| Командний спринт вільним стилем | Швеція Емма Рібом Йонна Сундлінг                                                          | 19:40.73  | Норвегія Анне-К'єрсті Кальво Тіріль Уднес Венг                 | 19:43.15  | США Джессіка Діггінс Джулія Керн                              | 19:46.06  |
| 10 км вільним стилем            | Джессіка Діггінс США                                                                      | 23:40.8   | Фріда Карлссон Швеція                                          | 23:54.8   | Ебба Андерссон Швеція                                         | 24:00.3   |
| Естафета 4 × 5 км               | Норвегія Тіріль Уднес Венг Астрід Ейре Слінн Інгвілл Флугстад Естберг Анне-К'єрсті Кальво | 50:33.3   | Німеччина Лаура Ґіммлер Катаріна Генніґ Пія Фінк Вікторія Карл | 50:53.8   | Швеція Емма Рібом Ебба Андерссон Фріда Карлссон Мая Дальквіст | 51:02.0   |
| 30 км класичним стилем          | Ебба Андерссон Швеція                                                                     | 1:22:18.0 | Анне-К'єрсті Кальво Норвегія                                   | 1:23:11.0 | Фріда Карлссон Швеція                                         | 1:23:12.2 |

### Лижне двоборство

#### Чоловіки
| Дисципліна                          | Золото                                                                  | Золото  | Срібло                                                            | Срібло  | Бронза                                                                    | Бронза  |
| ----------------------------------- | ----------------------------------------------------------------------- | ------- | ----------------------------------------------------------------- | ------- | ------------------------------------------------------------------------- | ------- |
| Особсті, великий трамплін/10 км     | Ярл Магнус Рібер Норвегія                                               | 23:42.6 | Єнс Лурос Офтебру Норвегія                                        | 24:44.0 | Йоганнес Лампартер Австрія                                                | 24:47.3 |
| Командні, великий трамплін/4 × 5 км | Норвегія Еспен Андерсен Єнс Лурос Офтебру Єрген Гробак Ярл Магнус Рібер | 47:20.4 | Німеччина Ерік Френцель Фінценц Гайгер Йоганнес Рідцек Юліан Шмід | 47:29.4 | Австрія Мартін Фріц Лукас Грайдерер Штефан Реттенеггер Йоганнес Лампартер | 47:29.7 |
| Особисті, нормальний трамплін/10 км | Ярл Магнус Рібер Норвегія                                               | 24:36.3 | Юліан Шмід Німеччина                                              | 24:55.7 | Франц-Йозеф Рерль Австрія                                                 | 24:57.3 |

#### Жінки
| Дисципліна                         | Золото                        | Золото  | Срібло                      | Срібло  | Бронза              | Бронза  |
| ---------------------------------- | ----------------------------- | ------- | --------------------------- | ------- | ------------------- | ------- |
| Особисті: нормальний трамплін/5 км | Гюда Вестволл Гансен Норвегія | 14:27.1 | Наталі Армбрустер Німеччина | 14:38.6 | Касай Харука Японія | 14:42.8 |

#### Змішані
| Дисципліна                           | Золото                                                                          | Золото  | Срібло                                                           | Срібло  | Бронза                                                                    | Бронза  |
| ------------------------------------ | ------------------------------------------------------------------------------- | ------- | ---------------------------------------------------------------- | ------- | ------------------------------------------------------------------------- | ------- |
| Змішані команди, нормальний трамплін | Норвегія Єнс Лурос Офтебру Іда Марі Гаген Гюда Вестволл Гансен Ярл Магнус Рібер | 37:38.2 | Німеччина Фінценц Гайгер Єнні Новак Наталі Армбрустер Юліан Шмід | 38:26.0 | Австрія Штефан Реттенеггер Анналена Сламік Ліза Гірнер Йоганнес Лампартер | 38:38.2 |

### Стрибки з трампліна

#### Чоловіки
| Дисципліна                    | Золото                                              | Золото | Срібло                                                                                        | Срібло | Бронза                                                       | Бронза |
| ----------------------------- | --------------------------------------------------- | ------ | --------------------------------------------------------------------------------------------- | ------ | ------------------------------------------------------------ | ------ |
| Особисті, нормальний трамплін | Пйотр Жила Польща                                   | 261.8  | Андреас Веллінгер Німеччина                                                                   | 259.2  | Карл Гайгер Німеччина                                        | 257.7  |
| Особисті, великий трамплін    | Тімі Зайц Словенія                                  | 287.5  | Кобаясі Рьою Японія                                                                           | 276.8  | Давід Кубацький Польща                                       | 276.2  |
| Командні, великий трамплін    | Словенія Ловро Кос Жига Єлар Тімі Зайц Анже Ланішек | 1178.9 | Норвегія Йоганн Андре Форфанг Крістофер Еріксен Сундаль Маріус Ліндвік Гальвор Егнер Гранеруд | 1166.0 | Австрія Даніель Чофеніг Міхаель Гайбек Ян Герль Штефан Крафт | 1139.4 |

#### Жінки
| Дисципліна                    | Золото                                                                | Золото | Срібло                                                                     | Срібло | Бронза                                                                         | Бронза |
| ----------------------------- | --------------------------------------------------------------------- | ------ | -------------------------------------------------------------------------- | ------ | ------------------------------------------------------------------------------ | ------ |
| Особисті, нормальний трамплін | Катаріна Альтгаус Німеччина                                           | 249.1  | Ева Пінкельніг Австрія                                                     | 246.9  | Анна Удіне Стрем Норвегія                                                      | 246.0  |
| Особисті, великий трамплін    | Александрія Лутітт Канада                                             | 264.4  | Марен Лундбю Норвегія                                                      | 254.0  | Катаріна Альтгаус Німеччина                                                    | 245.9  |
| Командні, нормальний трамплін | Німеччина Анна Руппрехт Луїза Герліх Зеліна Фрайтаг Катаріна Альтгаус | 843.8  | Австрія К'яра Кройцер Юлія Мюльбахер Жаклін Зайдфрідсбергер Ева Пінкельніг | 831.1  | Норвегія Марен Лундбю Ейрін Марія Квандаль Теа Міньян Б'єрсет Анна Удіне Стрем | 828.6  |

#### Змішані
| Дисципліна                           | Золото                                                                   | Золото | Срібло                                                                                   | Срібло | Бронза                                                   | Бронза |
| ------------------------------------ | ------------------------------------------------------------------------ | ------ | ---------------------------------------------------------------------------------------- | ------ | -------------------------------------------------------- | ------ |
| Змішані команди, нормальний трамплін | Німеччина Зеліна Фрайтаг Карл Гайгер Катаріна Альтгаус Андреас Веллінгер | 1017.2 | Норвегія Анна Удіне Стрем Йоганн Андре Форфанг Теа Міньян Б'єрсет Гальвор Егнер Гранеруд | 1004.5 | Словенія Ніка Крижнар Тімі Зайц Ема Клинець Анже Ланішек | 1000.4 |